# المناخ المدرسي
المناخ المدرسي يشير الى الجودة والشخصية للحياة المدرسية.
لقد تم وصفه بقلب وروح المدرسة وهذا جوهر المدرسة الذي يقود الطفل , المعلم , والمدير ليحب المدرسة ويتطلع قدما ليكون في المدرسة كل يوم. المناخ الايجابي للمدرسة يساعد الناس على الشعور بالأمان الاجتماعي والعاطفي والجسدي في المدرسة. هذا يشمل الطلاب , أولياء الأمور وشؤون الموظفين ,المعتقدات , العلاقات , ممارسات التعليم والتعلم , كما هو الحال للخصائص الهيكلية والتنظيمية للمدرسة. بناء على المجلس الوطني للمناخ المدرسي , ان تواجد مناخ مدرسي ايجابي ومستمر يحفز التطور الاكاديمي والعاطفي الاجتماعي للطلاب.
تؤثر العديد من العوامل على جودة وشخصية الحياة المدرسية. لا يوجد إجماع على تعريف أو أبعاد المناخ المدرسي. على أي حال العوامل التي تشكل مناخ المدرسة تتكون غالبا من أربع ابعاد. هذه الأبعاد هي: الأمان , مناخ اكاديمي للتعليم والتعلم , العلاقات , مناخ المجتمع المحلي والبيئة. تتم مناقشة كل بعد بالتفصيل في الأسفل:
يرتبط المناخ الايجابي للمدرسة بالعديد من مخرجات الطلاب الايجابية. على سبيل المثال , يرتبط المناخ الايجابي للمدرسة بأداء أكاديمي مرتفع , صحة عقلية أفضل , وتنمر أقل. تطوير مناخ المدرسة قد يستخدم كنهج وقائي للحد من السلوك المضطرب وتحسين الحضور , الانجاز , ورضا أولياء الأمور والطلاب عن المدرسة . تم تطوير العديد من أدوات التقييم والاعتراض لمساعدة المدرسة في عملية تحسين المناخ

## أبعاد

### الأمان
يحتاج جيمع البشر الى الشعور بالامان اجتماعيا,عقليا , وجسديا. الشعور بالأمان في المدرسة يؤثر على تعلم الطلاب وتطورهم العام. على أي حال , العديد من الطلاب لا يشعرون بالأمان في المدارس . معظم الطلاب هم ليسو بالضرورة معرضين للعنف الجسدي , ولكن العديد منهم معرضين للعنف الاجتماعي , العاطفي , والفكري. المناخ الايجابي للمدرسة يعني شعور الطلاب بالامان الجسدي والعاطفي , ووجود قواعد واضحة وثابتة للحفاظ على النظام والانضباط.